# Hi5
Hi5 è un social network, di proprietà della Sona Networks, ad accesso gratuito.

## Caratteristiche
Hi5 permette agli utenti di creare un profilo inserendo le proprie informazioni. Gli utenti possono creare degli album fotografici, giocare online, e creare un album musicale nel proprio profilo. Per richiedere l'amicizia, l'utente deve inviare la richiesta al mittente tramite posta elettronica.
Dal 2010, Hi5 è passata da una rete sociale a un sito concentrato sul gioco online, e nel 2011 fu acquistato dal social network Tagged.

## Impatto
Secondo una ricerca effettuata da comScore, nel 2008 Hi5 è stato il terzo sito più popolare di rete sociale in termini di visitatori.